# 全国政务公开领导小组
全国政务公开领导小组，是领导政务公开工作的国务院议事协调机构。

## 沿革
1988年3月，中共十三届二中全会将政务公开作为加强党风廉政建设的重要措施，提出各级党政机关在廉政建设中应尽可能公开办事制度，以便受群众监督。这是中国共产党内第一次提到“政务公开”。1996年1月，中央纪委第六次全会提出，要实行政务公开制度。这是中国共产党内第一次明确将政务公开当作制度推行。此后，中国共产党历次重要会议提及“政务公开”的次数日益增多。1997年9月，中共十五大将政务公开作为发展基层民主的重要工作，提出了“城乡基层政权机关和基层群众性自治组织，都要健全民主选举制度，实行政务和财务公开，让群众参与讨论和决定基层公共事务和公益事业，对干部实行民主监督”。2002年11月，中共十六大将政务公开作为社会主义民主法制建设的基础性工作，提出了“认真推行政务公开，加强组织监督和民主监督”，“完善公开办事制度，保证人民群众依法直接行使民主权利”。
为落实中共十六大精神，2003年6月，全国政务公开领导小组成立。该小组的牵头单位为中国共产党中央纪律检查委员会（中央纪委）、中华人民共和国监察部。2003年6月26日，全国政务公开领导小组第一次会议在北京举行，组长何勇讲话。
2007年通过的《中华人民共和国政府信息公开条例》明确了“国务院办公厅是全国政府信息公开工作的主管部门”。此后，各级人民政府逐渐成为政务公开的主体。2016年3月在国务院总理记者会上，国务院总理李克强第一次将政务公开和简政放权并称为推进政府职能转变的关键。2016年底，国务院办公厅印发《〈关于全面推进政务公开工作的意见〉实施细则的通知》，其中提出“调整全国政务公开领导小组，协调处理政务公开顶层设计和重大问题。”
2017年2月9日，中华人民共和国国务院办公厅发出《国务院办公厅关于调整全国政务公开领导小组的通知》，通知称：“根据中共中央办公厅、国务院办公厅《关于全面推进政务公开工作的意见》及其实施细则的相关要求，为加强对政务公开工作的组织领导，经国务院同意，决定对全国政务公开领导小组（以下简称领导小组）进行调整。”由此，政务公开工作从中央纪委主导转交国务院主导。
2018年10月4日，中华人民共和国国务院办公厅发出《国务院办公厅关于调整全国政务公开领导小组组成人员的通知》，通知称：“根据机构设置、人员变动情况和工作需要，国务院决定对全国政务公开领导小组（以下简称领导小组）组成单位和人员进行调整。”

## 主要职责
2017年《国务院办公厅关于调整全国政务公开领导小组的通知》规定的该小组主要职责为：
- （一）贯彻落实党中央、国务院关于政务公开工作的方针政策，研究制定落实措施。
- （二）研究提出全国政务公开工作的发展规划、政策措施和年度工作重点。
- （三）对全国政务公开工作作出具体安排部署，提出实施方案。
- （四）协调各地区各部门抓好政务公开工作任务落实，并加强督促检查。
- （五）完成党中央、国务院交办的其他事项。[3]

## 组成人员
2003年6月成立时，全国政务公开领导小组组长为何勇（中共中央书记处书记、中央纪委副书记），成员由中央纪委、监察部、国务院办公厅、中央组织部、民政部、财政部、人事部、国务院信息化工作办公室的负责人组成。此后历任组长、副组长为：
- 组长：何勇（2003年6月—2012年11月，中央书记处书记、中央纪委副书记）
- 副组长：
  - 干以胜（2003年6月—2007年9月，中央纪委常委、秘书长）[5]
  - 屈万祥（2007年10月—2013年1月，中央纪委常委、监察部副部长、国家预防腐败局副局长）[6]
  - 汪永清（2008年1月—2012年6月，国务院副秘书长）[7]
  - 尤权（2012年6月—2012年12月，国务院副秘书长）[8]

2008年时的部分小组成员是：
- 屈万祥（中央纪委常委、监察部副部长、国家预防腐败局副局长）[7]
- 陈荣书（全国总工会副主席、书记处书记）[7]
- 杨学山（工业和信息化部副部长）[7]
- 曲淑辉（民政部党组成员、中央纪委驻民政部纪检组组长）[7]
- 贺邦靖（财政部党组成员、中央纪委驻财政部纪检组组长）[7]

2017年《国务院办公厅关于调整全国政务公开领导小组的通知》列出的该小组组成人员为：
- 组长：杨　晶（国务委员兼国务院秘书长）
- 副组长：彭树杰（国务院副秘书长）
- 成员：
  - 郭卫民（国务院新闻办副主任）
  - 任贤良（中央网信办副主任）
  - 宁吉喆（国家发展改革委副主任）
  - 沈晓明（教育部副部长）
  - 李　萌（科技部副部长）
  - 陈肇雄（工业和信息化部副部长）
  - 傅政华（公安部副部长）
  - 高晓兵（民政部副部长）
  - 熊选国（司法部副部长）
  - 张少春（财政部副部长）
  - 傅兴国（人力资源社会保障部副部长）
  - 王广华（国土资源部副部长）
  - 翟　青（环境保护部副部长）
  - 易　军（住房城乡建设部副部长）
  - 刘小明（交通运输部副部长）
  - 田学斌（水利部副部长）
  - 余欣荣（农业部副部长）
  - 高　燕（商务部副部长）
  - 杨志今（文化部副部长）
  - 崔　丽（国家卫生计生委副主任）
  - 陈尘肇（审计署副审计长）
  - 邹志武（海关总署副署长）
  - 王陆进（税务总局总会计师）
  - 马正其（工商总局副局长）
  - 梅克保（质检总局副局长）
  - 童　刚（新闻出版广电总局副局长）
  - 徐绍川（安全监管总局副局长）
  - 滕佳材（食品药品监管总局副局长）
  - 甘藏春（国务院法制办副主任）
  - 江必新（最高人民法院副院长）[3]

2018年《国务院办公厅关于调整全国政务公开领导小组组成人员的通知》列出的该小组组成人员为：
- 组长：肖　捷（国务委员兼国务院秘书长）
- 副组长：彭树杰（国务院副秘书长）
- 成员：
  - 郭卫民（中央宣传部部务会议成员、新闻办副主任）
  - 高　翔（中央网信办副主任）
  - 宁吉喆（发展改革委副主任）
  - 杜占元（教育部副部长）
  - 詹成付（民政部副部长）
  - 熊选国（司法部副部长）
  - 许宏才（财政部部长助理）
  - 邱小平（人力资源社会保障部副部长）
  - 库热西·买合苏提（自然资源部副部长）
  - 庄国泰（生态环境部副部长）
  - 易　军（住房城乡建设部副部长）
  - 余欣荣（农业农村部副部长）
  - 李金早（文化和旅游部副部长）
  - 崔　丽（卫生健康委副主任）
  - 孙华山（应急部副部长）
  - 陈雨露（人民银行副行长）
  - 翁杰明（国资委副主任）
  - 唐　军（市场监管总局副局长）
  - 陈志刚（扶贫办副主任）

## 办事机构
国务院办公厅政府信息与政务公开办公室，与全国政务公开领导小组办公室合署办公，是中华人民共和国国务院办公厅内设机构。
全国政务公开领导小组办公室设在国务院办公厅政府信息与政务公开办公室，负责全国政务公开领导小组日常工作。